# Kaislakari (ö i Kuusiokunnat)
Kaislakari är en obetydlig liten ö i Finland. Den ligger i sjön Jääskänjärvi och i kommunen Alavo i den ekonomiska regionen  Kuusiokunnat  och landskapet Södra Österbotten, i den sydvästra delen av landet, 290 km norr om huvudstaden Helsingfors.